# Bouche du Roy
À l'origine, la Bouche du Roy désigne l'embouchure du fleuve Mono dans le Sud du Bénin. Il s'agirait de la traduction française erronée de l'expression portugaise « a boca do rio » signifiant l'embouchure du fleuve.
En 2016, elle est constituée en Aire communautaire de conservation de la biodiversité de la Bouche du Roy (ACCB-Bouche du Roy), partie intégrante de la réserve de biosphère transfrontière du Mono.
Située entre 6°15’ et 6°23’ de latitude nord et 1°52’ et 1°59’ de longitude est, elle couvre une superficie de 9 678 hectares et s'étend sur les communes de Grand-Popo (arrondissements d'Avloh et Gbéhoué) et de Comè (arrondissement d'Agatogbo), dans le département du Mono. 

## Menaces environnementales

### Faune
Les espèces menacées sont : le Lamantin d'Afrique (Trichechus senegalensis), la Loutre à joues blanches (Aonyx capensis), la Tortue verte (Chelonia mydas), la Tortue à écailles (Eretmochelys imbricata), la Tortue olivâtre (Lepidochelys olivacea), la Tortue-Luth (Dermochelys coriacea), la Sterne royale (Thalasseus maximus), le Sitatunga ou guib d'eau (Tragelaphus spekeii).

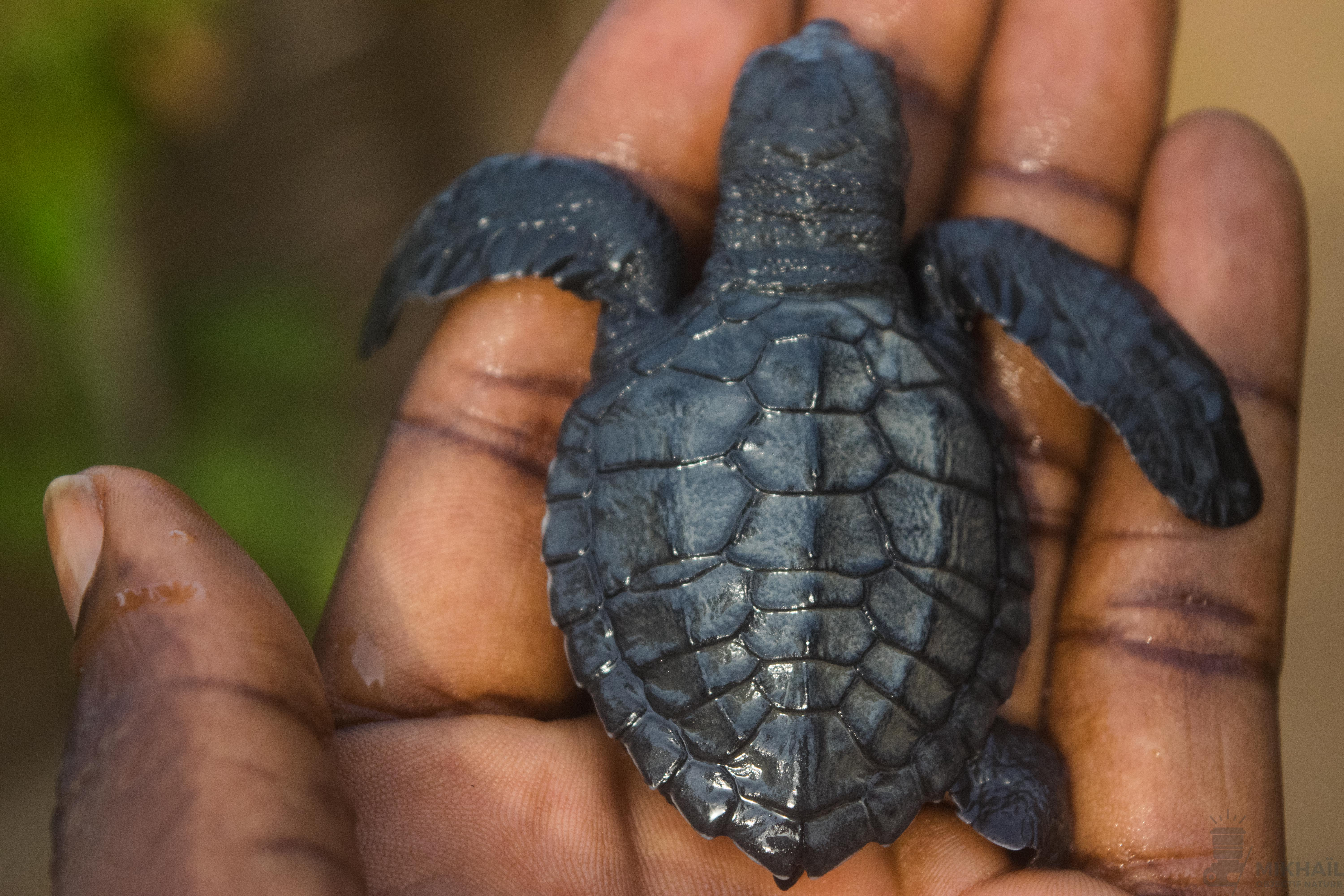
Bébé tortue olivâtre.
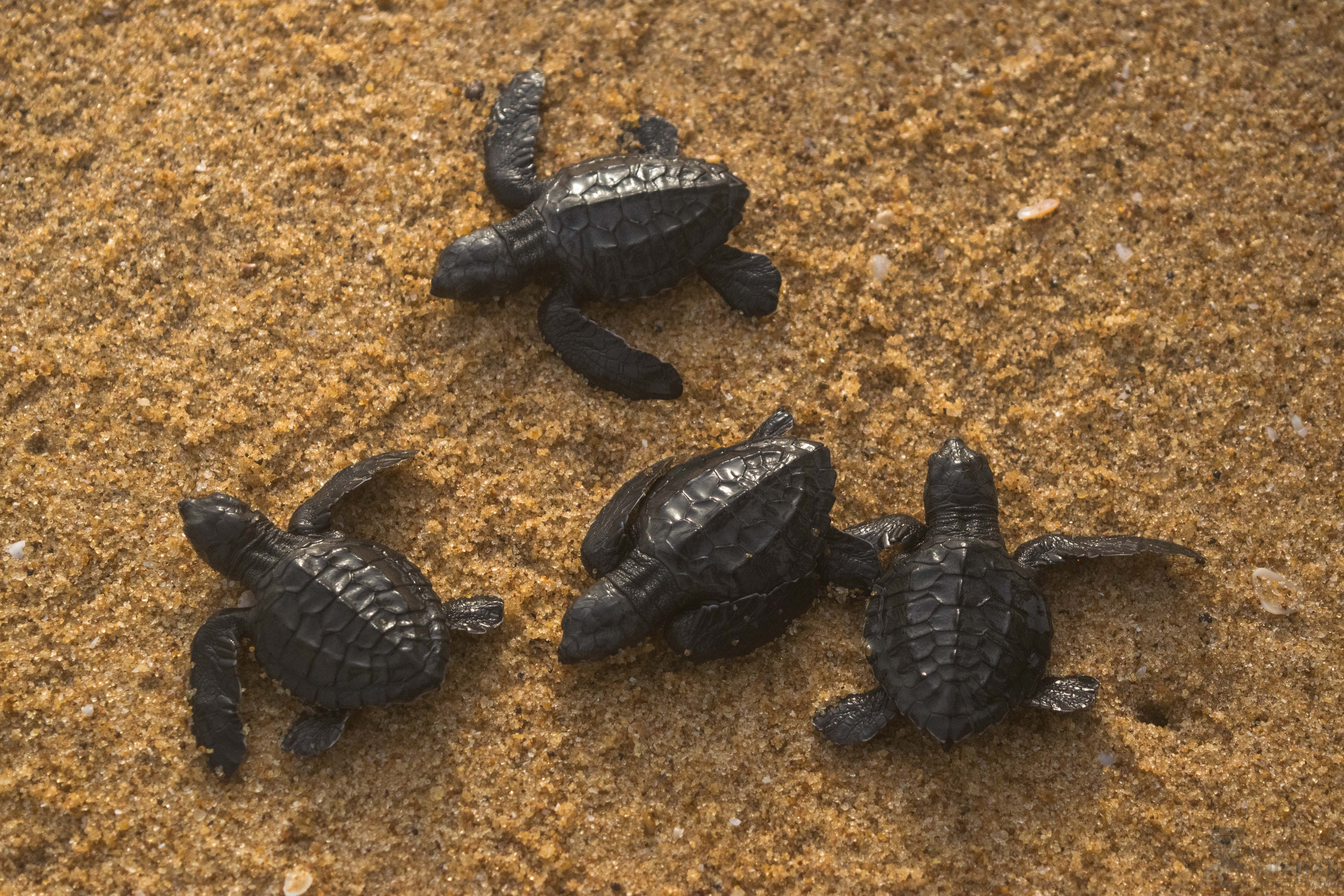
Bébés tortues libérés.
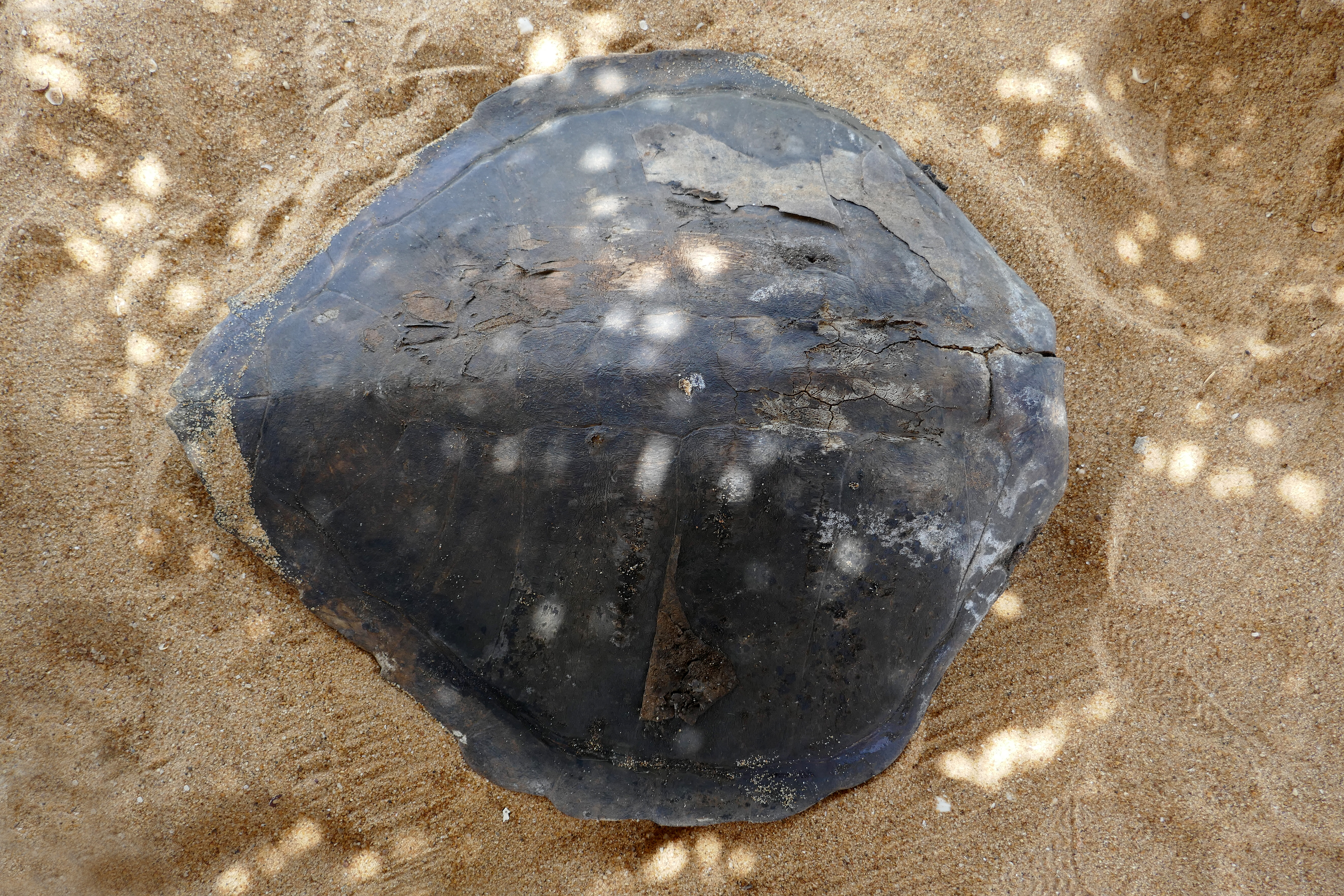
Carapace de tortue à Grand-Popo.

### Flore
Les espèces menacées sont : le Palétuvier gris (Conocarpus erectus), la Dodonée visqueuse (Dodonaea viscosa), la Verveine noueuse (Phyla nodiflora), le Palétuvier rouge (Rhizophora racemosa), le Palétuvier blanc (Avicennia germinans), le Fagara jaune (Zanthoxylum zanthoxyloides) et Rauvolfia vomitoria.

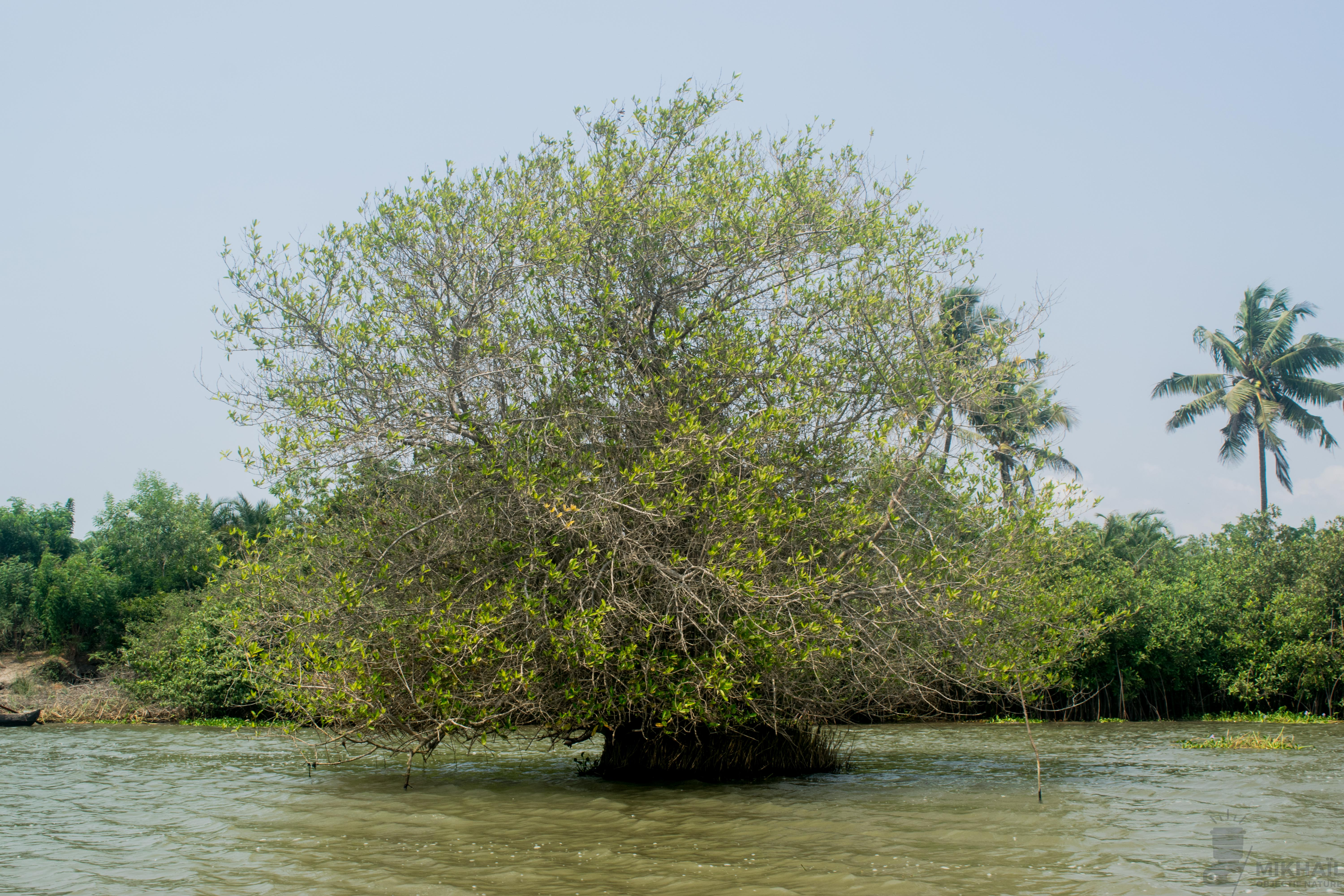
Palétuvier blanc isolé sur l'île d'Owlihouè.
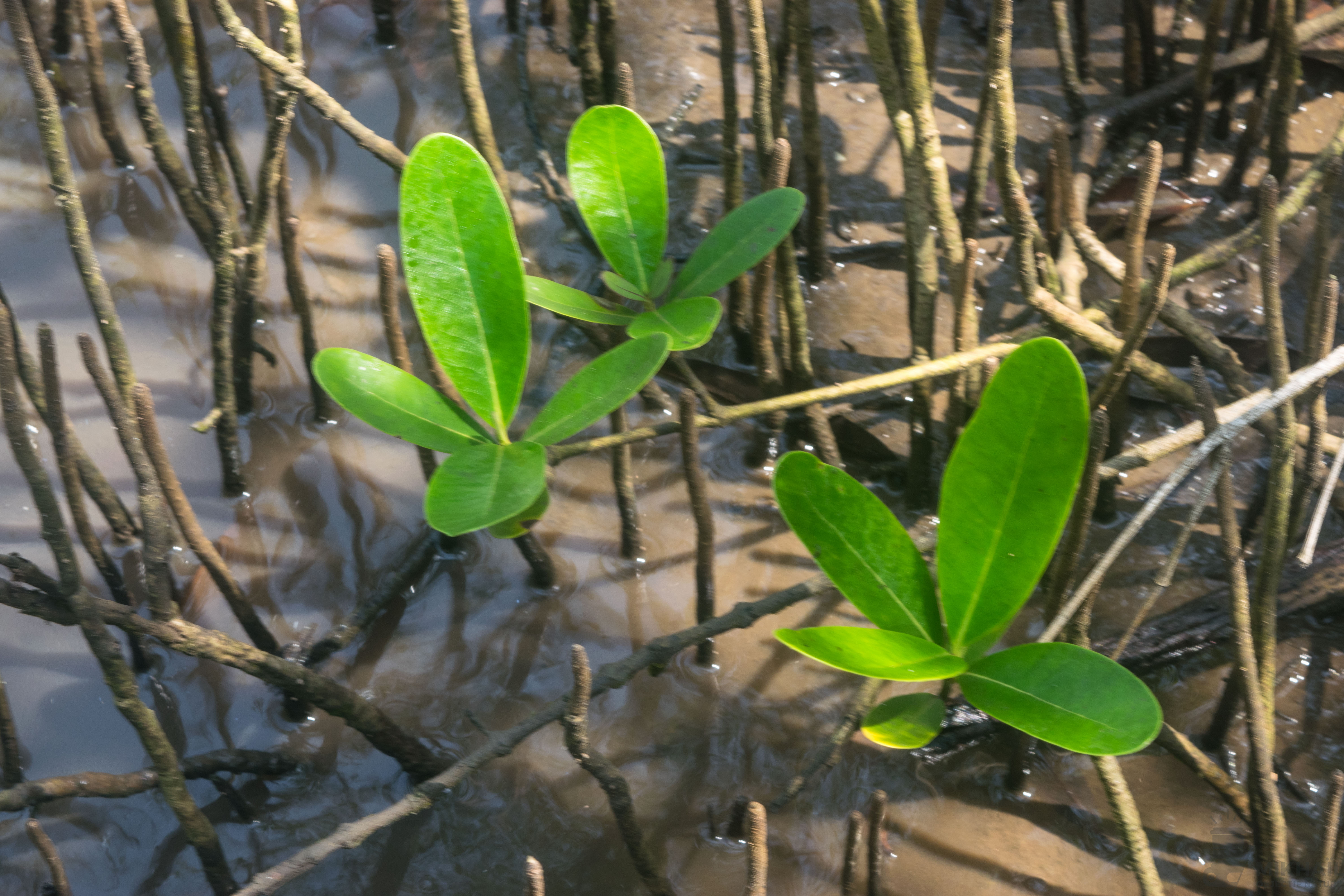
Feuilles et racines de palétuviers blancs.
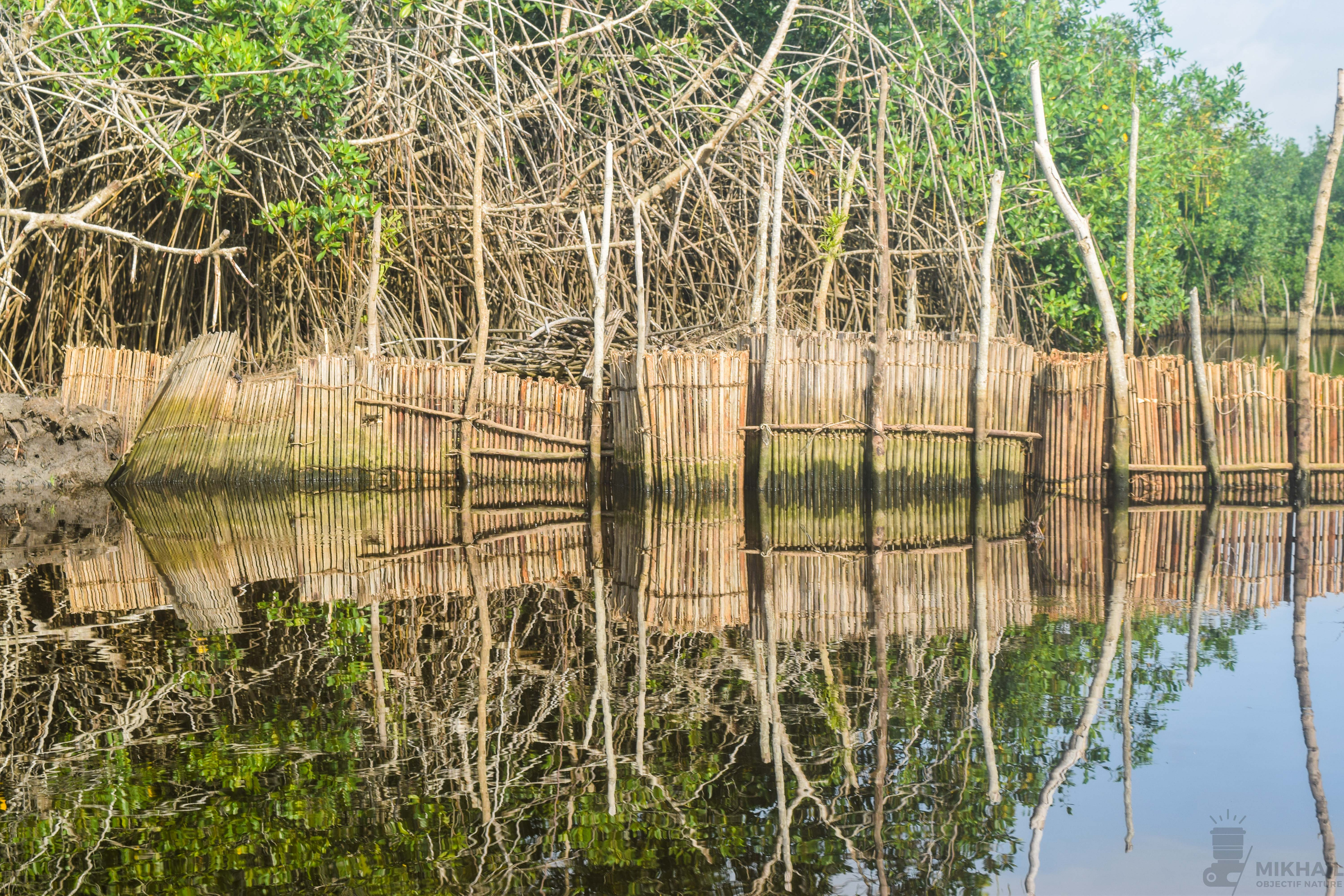
Destruction des palétuviers par les xhas.
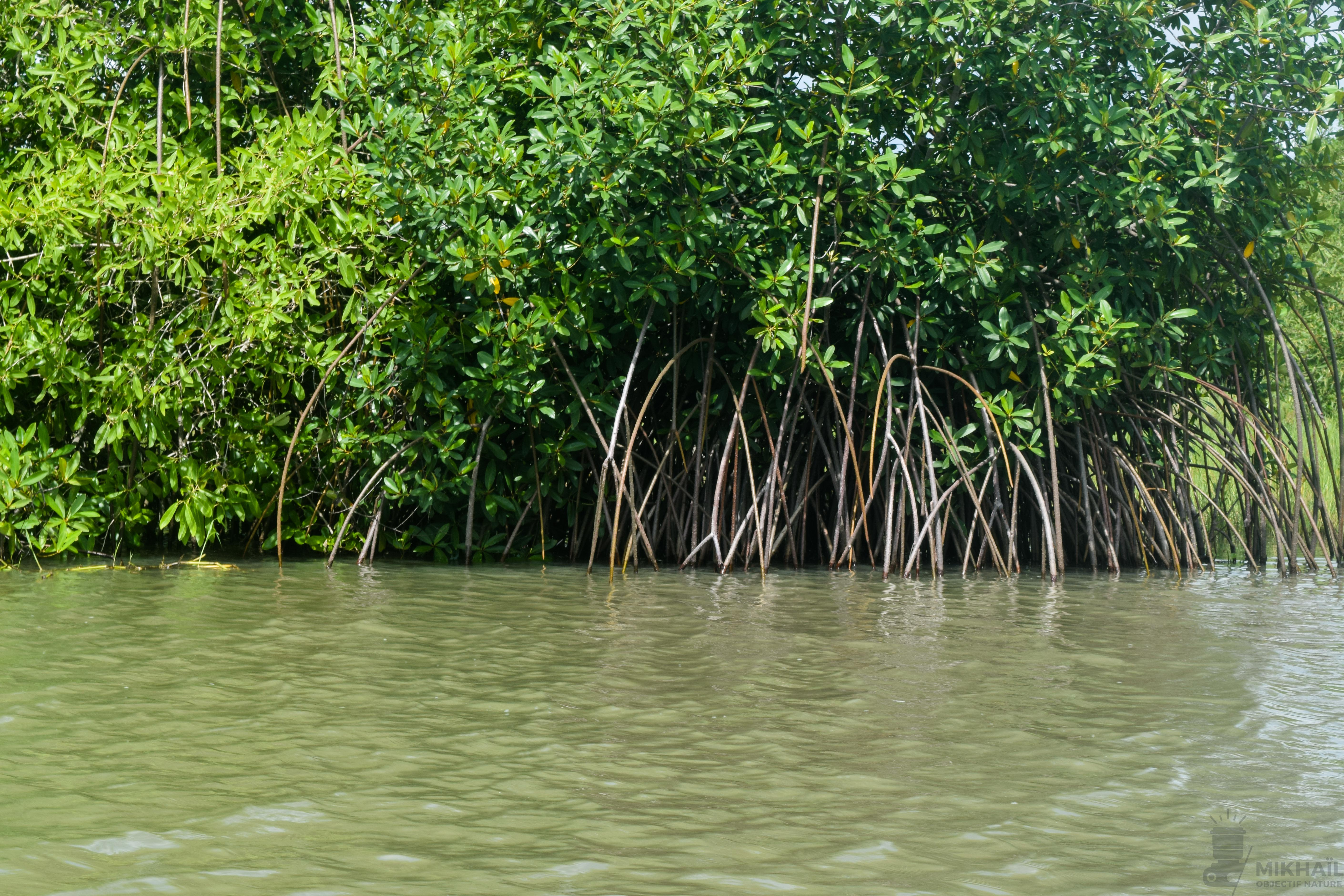
Palétuviers rouges et leurs racines échasses.
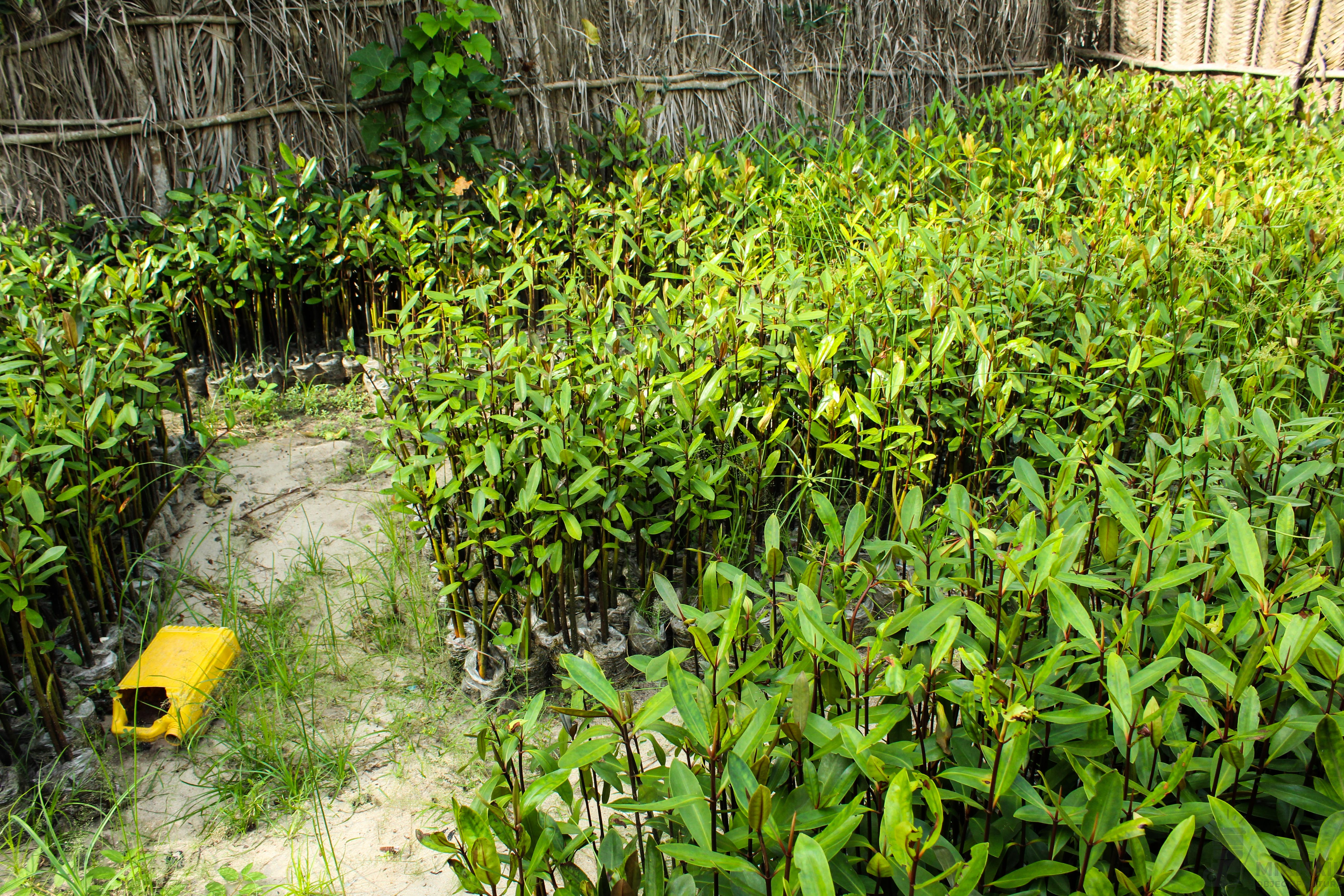
Pépinière de palétuviers rouges.
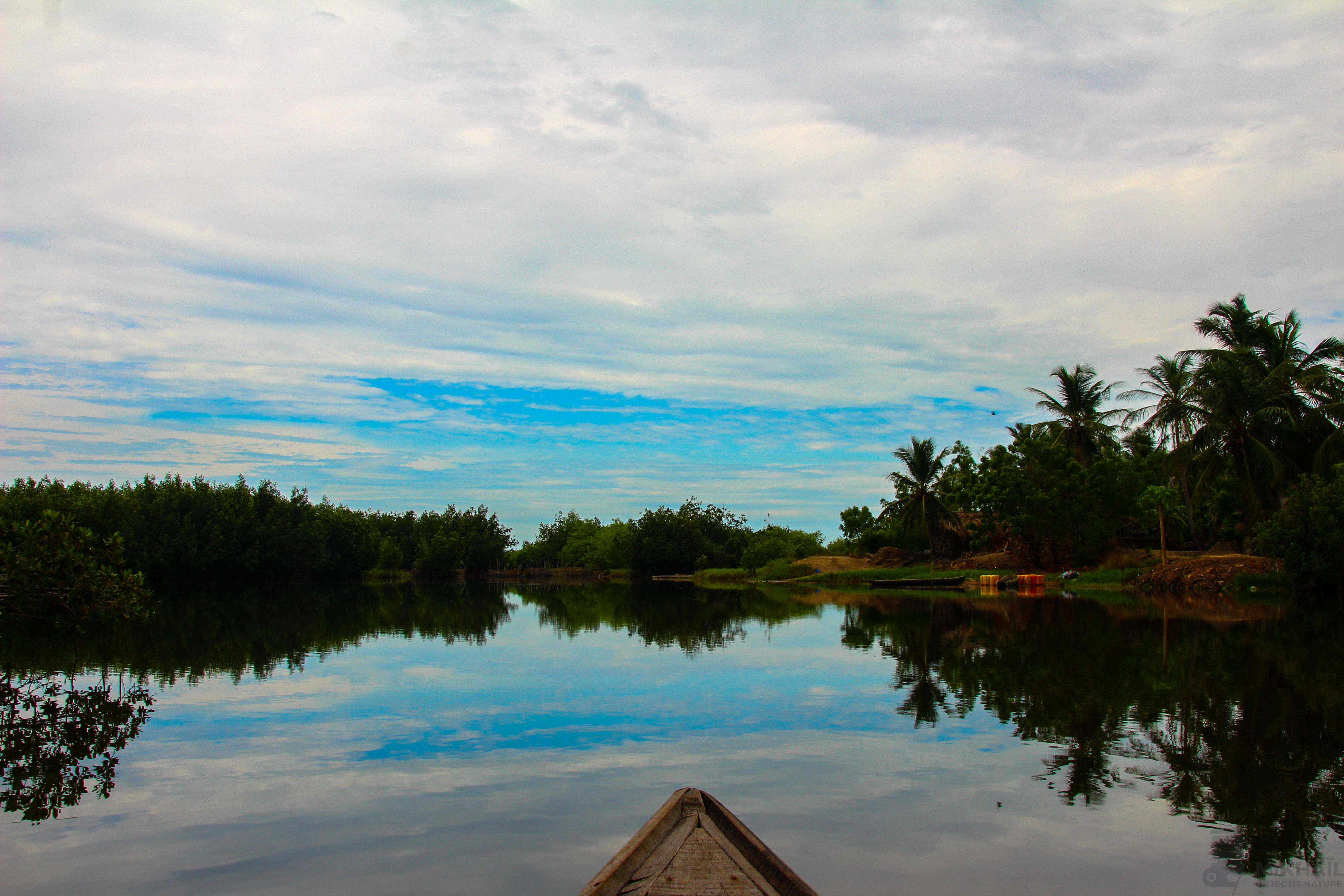
Ciel après la pluie.

## Culture
En référence au site naturel, le plasticien béninois Romuald Hazoumè a intitulé La Bouche du Roi une installation évolutive qu'il a conçue en 1997, plaidoyer contre la traite négrière, mais aussi réflexion sur la mondialisation et l’Afrique contemporaine. Elle fut exposée au British Museum et dans d'autres musées prestigieux.